# Jonizacja termiczna
Jonizacja termiczna – zjawisko jonizacji wywołanej ruchem cieplnym i zderzeniami cząsteczek substancji. Termin odnosi się do dwóch zjawisk:
1. jonizacji termicznej w gazach, inaczej termojonizacja;
2. jonizacji powierzchniowej wywołanej parowaniem jonów.

## Jonizacja termiczna w gazach
Jonizacja termiczna w gazach to jonizacja spowodowana zderzeniem cząsteczek. Zachodzi ona wówczas, gdy łączna energia obu cząsteczek jest co najmniej równa energii jonizacji. Prawdopodobieństwo zajścia tego rodzaju jonizacji zależy silnie od temperatury. Zgodnie z teorią kinetyczną gazów, rozkład Maxwella określa prawdopodobieństwo, że cząsteczka będzie miała określoną prędkość, a zatem i energię kinetyczną. Rozkład ten jest asymetryczny, silnie wydłużony w kierunku większych energii. Wynika stąd, że w dowolnej temperaturze istnieje niezerowe prawdopodobieństwo znalezienia cząsteczek o takich energiach, że cząsteczki te będą zdolne do jonizacji. Dlatego w gazie, nawet całkowicie odizolowanym od promieniowania jonizującego, zawsze istnieje pewna ilość jonów. Prawdopodobieństwo zajścia jonizacji termicznej rośnie wraz z temperaturą, a w temperaturze rzędu milionów kelwinów zbliża się do wartości 1. Gaz osiąga wówczas stan plazmy, czyli całkowitej jonizacji. Jest to tak zwana gorąca plazma. Znaczący wkład jonizacji termicznej do jonizacji całkowitej zaczyna pojawić się  temperaturze rzędu tysięcy kelwinów. Na przykład w temperaturze 2500 K liczba cząsteczek o energii kinetycznej 10 eV wynosi ok. 5%. Taka energia, dodana do energii drugiej cząsteczki, wystarcza do jonizacji atomów większości substancji (zobacz wykres w Energia jonizacji).
Jonizacja termiczna jest istotnym mechanizmem jonizacji zachodzącym w atmosferach gwiazd (również Słońca).
Zależność stopnia jonizacji od temperatury, gęstości, gazu i energii jonizacji podaje wzór Sahy.

## Jonizacja powierzchniowa
Termiczna jonizacja powierzchniowa jest to zjawisko jonizacji zachodzącej na powierzchni parującego materiału. Jest ona wykorzystywana w spektroskopii masowej. Próbka umieszczana jest w łódce wykonanej z trudnotopliwego metalu. Po przepuszczeniu prądu przez łódkę, badany materiał nagrzewa się i odparowuje. Część parujących atomów ulega przy tym jonizacji, co umożliwia ich badanie w polu elektrycznym.
Wydajność tego procesu określa wzór na liczbę jonów
{\displaystyle N\sim N_{0}\exp \left({\frac {W-E_{j}}{kT}}\right)}
gdzie
N0 – liczba wszystkich atomów odparowywanej substancji
W – praca wyjścia;
Ej – energia jonizacji;
T – temperatura;
k – stała Boltzmana.